# Premio Mundial de Ciencias Albert Einstein
El Premio Mundial de Ciencias Albert Einstein es un galardón que se otorga anualmente por el Consejo Cultural Mundial como un reconocimiento y estímulo para la investigación y desarrollo científico y tecnológico, considerando especialmente las investigaciones que han traído un beneficio real y bienestar a la humanidad.
El ganador del premio es evaluado y elegido por un Comité Multidisciplinario, el cual está compuesto de renombrados científicos, y que incluyen a 29 ganadores del Premio Nobel.
El premio lleva el nombre del reconocido científico Albert Einstein, e incluye un diploma, una medalla conmemorativa, y US$10,000.

## Galardonados
| Año  | Galardonado                     | Institución del Galardonado                                  | Campo de Investigación             | Anfitrión de la Ceremonia                                         | Lugar de la Ceremonia                                                                  | País Anfitrión de la Ceremonia | Fecha de la Ceremonia    | Ref.                               |
| ---- | ------------------------------- | ------------------------------------------------------------ | ---------------------------------- | ----------------------------------------------------------------- | -------------------------------------------------------------------------------------- | ------------------------------ | ------------------------ | ---------------------------------- |
| 2019 | Zhong Lin Wang                  | Instituto de Tecnología de Georgia                           | Nanoenergía                        | Universidad de Tsukuba                                            | Universidad de Tsukuba, Tsukuba                                                        | Japón                          | 4 de octubre de 2019     | [ 2 ] [ 3 ] [ 4 ]                  |
| 2018 | Jean-Pierre Changeux            | Instituto Pasteur                                            | Neurociencia                       | Universidad de la ciudad de Hong Kong                             | Universidad de la ciudad de Hong Kong                                                  | República Popular China        | 8 de noviembre de 2018   | [ 5 ]                              |
| 2017 | Omar M. Yaghi                   | Universidad de California, Berkeley                          | Química                            | Universidad de Leiden                                             | Iglesia de San Pedro, Leiden, Países Bajos                                             | Países Bajos                   | 8 de noviembre de 2017   | [ 6 ]                              |
| 2016 | Edward Witten                   | Universidad de Princeton                                     | Física, Matemáticas                | Universidad Técnica de Riga                                       | Biblioteca Nacional de Letonia, Riga, Letonia                                          | Letonia                        | 14 de octubre de 2016    | [ 7 ] [ 8 ]                        |
| 2015 | Ewine van Dishoeck              | Universidad de Leiden                                        | Astrofísica                        | Universidad de Dundee                                             | Caird Hall, Dundee, Escocia                                                            | Reino Unido                    | 19 de noviembre de 2015  | [ 9 ] [ 10 ] [ 11 ]                |
| 2014 | Philip Cohen                    | Universidad de Dundee                                        | Enzimología                        | Universidad Aalto                                                 | Otakaari 1, Universidad Aalto, Espoo                                                   | Finlandia                      | 17 de noviembre de 2014  | [ 12 ] [ 13 ]                      |
| 2013 | Paul Nurse                      | Universidad Rockefeller                                      | Genética                           | Universidad Tecnológica de Nanyang                                | Nanyang Auditorium, Universidad Tecnológica de Nanyang, Singapur                       | Singapur                       | 2 de octubre de 2013     | [ 14 ] [ 15 ] [ 16 ] [ 17 ]        |
| 2012 | Michael Grätzel                 | École Polytechnique Fédérale de Lausanne                     | Energía Solar                      | Universidad de Aarhus                                             | The Main Hall, Universidad de Aarhus, Aarhus                                           | Dinamarca                      | 18 de abril de 2012      | [ 18 ] [ 19 ] [ 20 ] [ 21 ] [ 22 ] |
| 2011 | Geoffrey Ozin                   | Universidad de Toronto                                       | Nanoquímica                        | Universidad de Tartu                                              | Assembly Hall, Universidad de Tartu, Tartu                                             | Estonia                        | 10 de noviembre de 2011  | [ 23 ] [ 24 ] [ 25 ]               |
| 2010 | Julio Montaner                  | British Columbia Center for Excellence in HIV/AIDS           | Biomedicina                        | Universidad Autónoma del Estado de México                         | Aula Magna Adolfo López Mateos, UAEM, Toluca                                           | México                         | 8 de diciembre de 2010   | [ 26 ] [ 27 ] [ 28 ] [ 29 ]        |
| 2009 | John T. Houghton                | John Ray Initiative                                          | Investigación ambiental            | Universidad de Lieja                                              | Salle Académique, Universidad de Lieja, Lieja                                          | Bélgica                        | 25 de noviembre de 2009  | [ 30 ] [ 31 ] [ 32 ] [ 33 ]        |
| 2008 | Ada Yonath                      | Weizmann Institute of Science                                | Cristalografía                     | Universidad de Princeton                                          | Richardson Auditorium, Alexander Hall, Universidad de Princeton, Princeton, New Jersey | Estados Unidos                 | 11 de noviembre de 2008  | [ 34 ] [ 35 ]                      |
| 2007 | Fraser Stoddart                 | Universidad de California, Los Ángeles                       | Química y Nanotecnología Molecular | Universidad Autónoma de Nuevo León                                | Teatro Universitario, Campus Mederos, Monterrey                                        | México                         | 24 de noviembre de 2007  | [ 36 ] [ 37 ] [ 38 ]               |
| 2006 | Ahmed Zewail                    | California Institute of Technology                           | Femtoquímica                       | Instituto Politécnico Nacional                                    | Sala Manuel M. Ponce, Palacio de Bellas Artes, Ciudad de México                        | México                         | 28 de octubre de 2006    | [ 39 ] [ 40 ] [ 41 ] [ 42 ]        |
| 2005 | John Hopfield                   | Universidad de Princeton                                     | Ciencias de la vida                | Universidad Autónoma Agraria Antonio Narro                        | Teatro de la Ciudad Fernando Soler, Saltillo                                           | México                         | 12 de noviembre de 2005  | [ 43 ] [ 44 ] [ 45 ]               |
| 2004 | Ralph J. Cicerone               | Universidad de California, Irvine                            | Química de la atmósfera            | Universidad de Lieja                                              | Amphithéâtres de l’Europe, Universidad de Lieja, Lieja                                 | Bélgica                        | 8 de noviembre de 2004   | [ 46 ] [ 47 ] [ 48 ]               |
| 2003 | Martin Rees                     | Universidad de Cambridge                                     | Astrofísica                        | Universidad de Helsinki, Sociedad Finlandesa de Ciencias y Letras | Biblioteca Nacional de Finlandia, Universidad de Helsinki, Helsinki                    | Finlandia                      | 17 de noviembre de 2003  | [ 49 ] [ 50 ]                      |
| 2002 | Daniel H. Janzen                | Universidad de Pensilvania                                   | Biología                           | Trinity College, Dublin                                           | Examination Hall, Trinity College, Dublin, Dublín                                      | Irlanda                        | 14 de noviembre de 2002  | [ 51 ] [ 52 ]                      |
| 2001 | Niels Birbaumer                 | Universidad de Viena                                         | Neurobiología                      | Universidad de Utrecht                                            | Academiegebouw, Utrecht                                                                | Holanda                        | 21 de noviembre de 2001  | [ 53 ]                             |
| 2000 | Frank Fenner                    | Universidad Nacional de Australia                            | Biología                           | Universidad de Witwatersrand                                      | Great Hall, Universidad de Witwatersrand, Johannesburgo                                | Sudáfrica                      | 1 de noviembre de 2000   | [ 54 ]                             |
| 1999 | Robert Weinberg                 | Massachusetts Institute of Technology                        | Ciencias Médicas                   | Universidad Noruega de Ciencia y Tecnología                       | Main Building, Universidad Noruega de Ciencia y Tecnología, Trondheim                  | Noruega                        | 11 de noviembre de 1999  | [ 55 ] [ 56 ]                      |
| 1998 | Charles R. Goldman              | Universidad de California, Davis                             | Ciencias ambientales               | Universidad Victoria en Wellington                                | Edificio Hunter, Wellington                                                            | Nueva Zelanda                  | 19 de noviembre de 1998  | [ 57 ] [ 58 ]                      |
| 1997 | Jean-Marie Ghuysen              | Universidad de Lieja                                         | Bioquímica                         | Universidad de Chulalongkorn                                      | Auditorio Principal, Universidad de Chulalongkorn, Bangkok                             | Tailandia                      | 12 de noviembre de 1997  | [ 59 ] [ 60 ]                      |
| 1996 | Alec Jeffreys                   | Universidad de Leicester                                     | Biología Molecular                 | University of Oxford                                              | Voltaire Room, Taylor Institution, Oxford                                              | Reino Unido                    | 23 de noviembre de 1996  | [ 61 ]                             |
| 1995 | Herbert H. Jasper               | Universidad de Montreal                                      | Investigación del Cerebro          | INBA, CONACULTA                                                   | Palacio de Bellas Artes, Ciudad de México                                              | México                         | 16 de diciembre de 1995  | [ 62 ]                             |
| 1994 | Sherwood Rowland                | Universidad de California, Irvine                            | Ciencias Ambientales               | CODATA, ICSU, UNESCO                                              | Le Manège Convention Center, Chambéry                                                  | Francia                        | 19 de septiembre de 1994 | [ 63 ] [ 64 ]                      |
| 1993 | Ali Javan                       | Massachusetts Institute of Technology                        | Física óptica                      | Presidencia de la República                                       | Palacio de Bellas Artes, Ciudad de México                                              | México                         | 19 de diciembre de 1993  | [ 65 ]                             |
| 1992 | Raymond U . Lemieux             | Universidad de Alberta                                       | Química Orgánica                   | National Research Council (Canadá)                                | Edificio Lester B. Pearson, Ottawa                                                     | Canadá                         | 1992                     | [ 66 ]                             |
| 1991 | Albrecht Fleckenstein           | Universidad de Friburgo                                      | Fisiología                         | Australian National University                                    | Chancellor's Building, ANU, Canberra                                                   | Australia                      | 14 de noviembre de 1991  | [ 67 ]                             |
| 1990 | Gustav Nossal                   | Walter and Eliza Hall Institute of Medical Research          | Inmunología                        | Eidgenössische Technische Hochschule Zürich                       | Cupola Room, ETH Zürich, Zürich                                                        | Suiza                          | 22 de noviembre de 1990  | [ 68 ]                             |
| 1989 | Martin Kamen                    | Universidad del Sur de California                            | Bioquímica                         | Massachusetts Institute of Technology                             | Edgerton Hall, MIT, Cambridge                                                          | Estados Unidos                 | 8 de noviembre de 1989   | [ 69 ]                             |
| 1988 | Margaret Burbidge               | University of California, San Diego                          | Astrofísica                        | Instituto Politécnico Nacional                                    | Palacio de Bellas Artes, Ciudad de México                                              | México                         | 19 de noviembre de 1988  | [ 70 ] [ 71 ]                      |
| 1987 | Hugh Huxley                     | Universidad Brandeis                                         | Biología Molecular                 | Universidad de Heidelberg                                         | Alte Aula, Universidad de Heidelberg, Heidelberg                                       | Alemania                       | 26 de noviembre de 1987  | [ 72 ]                             |
| 1986 | Monkombu Sambasivan Swaminathan | International Rice Research Institute                        | Agricultura                        | Universidad de Guadalajara                                        | Teatro Degollado, Guadalajara                                                          | México                         | 6 de noviembre de 1986   | [ 73 ]                             |
| 1985 | Werner Stumm                    | Swiss Federal Institute of Aquatic Science and Technology    | Ciencias Ambientales               | Instituto Real de Tecnología                                      | Kollegiesalen, Estocolmo                                                               | Suecia                         | 21 de noviembre de 1985  | [ 74 ]                             |
| 1984 | Ricardo Bressani                | Institute of Nutrition of Central America and Panama (INCAP) | Nutrición                          | Consejo Cultural Mundial                                          | Auditorio San Pedro, San Pedro Garza García                                            | México                         | 29 de noviembre de 1984  | [ 75 ]                             |